# Paul Richards
Paul William Richards (Scranton, 20 mei 1964) is een Amerikaans voormalig ruimtevaarder. Richards zijn eerste en enige ruimtevlucht was STS-102 met de spaceshuttle Discovery en vond plaats op 8 maart 2001. Tijdens de missie werden materiaal en bemanningsleden naar het Internationaal ruimtestation ISS gebracht voor ISS-Expeditie 2.
Richards maakte deel uit van NASA Astronaut Group 16. Deze groep van 44 ruimtevaarders begon hun training in 1996 en had als bijnaam The Sardines.
Richards maakte tijdens zijn missie één ruimtewandeling. In 2002 verliet hij NASA en ging hij als astronaut met pensioen.